# Jää
Jää (finnisch für ‚Eis‘) ist eine Oper in drei Akten, op. 37,  von Jaakko Kuusisto (Musik) mit einem Libretto von Juhani Koivisto nach dem Roman Is (Eis) von Ulla-Lena Lundberg. Sie wurde am 25. Januar 2019 an der Finnischen Nationaloper in Helsinki uraufgeführt.

## Handlung

### Erster Akt
Kurz nach Ende des Zweiten Weltkriegs nimmt Petter Kummel eine Stellung als Priester auf einer abgelegenen finnischen Insel an. Der Postschiffer Anton bringt ihn, seine Freundin Mona und die gemeinsame Tochter Sanna in einer gefährlichen Bootsfahrt über das halb gefrorene Meer ans Ziel. Die Inselbewohner nehmen die Familie freundlich in Empfang. Einige jedoch bezweifeln, dass Petter es lange bei ihnen aushalten wird, zumal er sein Examen noch nicht abgeschlossen hat. Auf der Insel gibt es einen Konflikt zwischen den Bewohnern des östlichen und des westlichen Teils, der häufig zu Streitigkeiten führt. Seit langer Zeit wird vergeblich über den Bau einer Brücke zwischen den beiden Teilinseln verhandelt. Trotz der allgemein schlechten Versorgungslage nach dem Krieg ist der Inselladen der Adele Bergmann gut ausgestattet. Petter und Mona sind zuversichtlich, hier gut leben zu können. Sie besitzen zwei Kühe und eigene Kartoffeln.
Bei der Vorbereitung seines ersten Gottesdienstes auf der Insel entscheidet sich Petter dafür, Teile einer alten Predigt aus dem letzten Jahr wiederzuverwenden. Die Gemeinde ist sowohl mit seinem Gesang als auch mit seiner Predigt zufrieden. Besonders einige der jüngeren Frauen fühlen sich zu ihm hingezogen. Irina Gyllen sucht Trost, weil sie auf ihrer Flucht aus Russland ihren kleinen Sohn zurücklassen musste.
Anton erzählt Petter während einer Bootsfahrt, dass ihm die Geister der Verstorbenen dabei helfen, einen sicheren Weg durch das Eismeer zu finden. Er kann sie sehen und hören, obwohl sie für die meisten Menschen unsichtbar sind. Als Dank für ihren Rat gibt er ihnen Brot.
Das im Winter vollständig gefrorene Meer bietet den Inselbewohnern eine Möglichkeit zu Einkäufen auf dem Festland. Man spricht wieder über eine mögliche Brücke zwischen den beiden Teilen, die allen einen sicheren Zugang zur Kirche bieten soll.

### Zweiter Akt
Der Chor besingt den Wandel der Jahreszeiten auf der Insel. Wenn im Frühling das Eis taut, können die Männer wieder zum Fischen und zur Robbenjagd auf Meer ziehen. In dieser Zeit geht kaum jemand zur Kirche. Es gibt ausreichend Lebensmittel, und Petter fühlt sich wie im Paradies. Im Hochsommer kommen Segelschiffe aus Helsinki mit Urlaubern. Im Herbst wird die Ernte auf dem Festland verkauft.
Petter hat das ganze Jahr über fleißig gelernt. Jetzt bringt ihn Anton zum Examen ans Festland. Er spricht erneut von den hilfreichen Geistern, die ihn schon als kleinen Jungen rechtzeitig vor brechendem Eis gewarnt hatten. Daher weiß er auch jetzt, dass gefährliche Felsen vor ihnen liegen. Während er auf Petters Rückkehr wartet, erhält er Besuch von den Geistern. Nach der Prüfung freut sich Petter darauf, sich endlich auf ein Pfarramt bewerben zu können.
Zurück auf der Insel gesteht Petter Mona, dass er das Examen nicht mit Auszeichnung bestanden hat. Ihre frühere Magd Hilda hatte ihn im Gasthaus erwartet bis nach Mitternacht in Beschlag genommen, um mit ihm zu reden. Er habe sie nicht abweisen können und sei während der Prüfung übermüdet gewesen. Mona reagiert mit heftiger Eifersucht, da Hilda schon in ihrer Jugend ein Auge auf Petter geworfen hatte.
Irina hat nach mittlerweile acht Jahren trotz aller Bemühungen noch immer keine Hinweise über den Verbleib ihres Sohnes.
Zur Weihnachtszeit brechen heftige Stürme aus. Vor Utö ist ein großes amerikanisches Schiff gekentert, und es hat viele Tote gegeben. Petter betet im Gottesdienst für die Opfer und die mutigen Retter der Küstenwache.

### Dritter Akt
Im Sommer freuen sich die Inselbewohner über das verschwundene Eis und die goldenen Sonnenstrahlen. Petter erhält eine feste Stellung in der Gemeinde und möchte dauerhaft bleiben. Er und Mona beschließen, zu heiraten.
Trotz der allgemeinen guten Stimmung hat Anton böse Vorahnungen.
Petter ist froh über seine gute Aufnahme auf der Insel. Er hält eine Trauerpredigt für ein achtjähriges Mädchen, das zu spät ärztliche Hilfe erhalten hatte. Nach der Feier warnt man ihn vor den gefährlichen Meeresströmungen. Dennoch nimmt er auf dem Rückweg eine Abkürzung über das Eis und bricht ein. Zuerst findet er noch Halt, rutscht aber ab, als er seine Mappe mit wichtigen Dokumenten retten will. Er hat keine Eishacke bei sich und verliert schnell die Kräfte. Er betet verzweifelt.
Einige Dorfbewohner hören Petters Rufe, können ihn aber nicht mehr retten. Zuhause will die wartende Mona nicht wahrhaben, dass ihm etwas zugestoßen sein könnte. Selbst als seine Leiche hereingebracht wird, benötigt sie eine Weile, um seinen Tod zu akzeptieren, bis sie genug Kraft findet, das Begräbnis zu planen. Sie fühlt sich von ihrem Mann im Stich gelassen.
Irina ist glücklich: Ihr Sohn wurde gefunden und lebt jetzt bei seiner Tante. Es ist, als hätte Gott das Leben Petters gegen das ihres Kindes eingetauscht.
Im nächsten Frühling verabschiedet sich Mona von den Inselbewohnern. Inzwischen ist auch die Brücke gebaut worden, und ein neuer Priester hat seine Arbeit aufgenommen. Dessen Gesang und Predigten kommen bei den Einwohnern nicht so gut an wie die von Petter. Dennoch wird die Erinnerung an ihn allmählich verblassen. Mona bemüht sich, keine Tränen zu zeigen.

## Gestaltung

### Orchester
Die Orchesterbesetzung der Oper enthält die folgenden Instrumente:
- Holzbläser: zwei Flöten, zwei Oboen, drei Klarinetten, drei Fagotte
- Blechbläser: vier Hörner, drei Trompeten, drei Posaunen, Tuba
- Pauken, Schlagzeug (drei Spieler)
- Harfe
- Klavier
- Synthesizer
- Streicher

### Musik
Die Musik ist eingängig und weitgehend tonal. Kuusisto mischt unterschiedlichste historische Stilelemente. Der Rezensent der Opernwelt identifizierte „Puccinis Pentatonik, Bartóks psychische Expressivität und Janáčeks wie Mussorgskys Volkston“. Das überweltliche Element der Geister des Bootsmanns Anton stellt der Komponist durch elektronische Verfremdung einiger Instrumente dar.

## Werkgeschichte
Jaakko Kuusisto komponierte seine Oper Jää in den Jahren 2017 und 2018. Das Libretto stammt von Juhani Koivisto. Es basiert auf dem vielgerühmten und mit dem Finlandia-Preis ausgezeichneten Roman Is (Eis) der finnischen Schriftstellerin Ulla-Lena Lundberg, der 2012 gleichzeitig in schwedischer und finnischer Sprache herausgegeben wurde und fast 150.000 Käufer fand. Kuusisto bekundete, dass der Stoff „alle Kriterien einer großen Oper“ erfülle, da sich unter der Oberfläche der „zarten“ äußeren Handlung ein „drastisches Drama“ verberge. Die Komposition habe er mit Monas Arie am Ende des Stücks begonnen und anschließend die „Musik um sie herum“ geschrieben. Die Themen dieser Arie wurden somit zum „Leitfaden“ seiner Komposition.
Sie wurde am 25. Januar 2019 unter der Leitung des Komponisten an der Finnischen Nationaloper in Helsinki uraufgeführt. Zum weiteren Leitungsteam gehörten Anna Kelo (Inszenierung), Kati Lukka (Bühne), Marja Uusitalo (Kostüme), Thomas Hase (Lichtdesign und Videos) und Ari Numminen (Choreografie). Die Darsteller der Hauptpartien waren Ville Rusanen (Petter Kummel), Marjukka Tepponen (Mona Kummel), Pekka Strang (Anton), Jenny Carlstedt (Irina Gyllen), Pekka Kuivalainen (Elis Bergman), Hannu Niemelä (Artur Maström) und Tiina Penttinen (Lydia Manström).
Der Rezensent der Opernwelt empfand die traditionsgebundene Kompositionsweise Kuusistos als „so wirkungsvoll wie wenig überraschend“. Die Chornummern seien überwältigend, die Ausführenden „überzeugende Anwälte des packenden Werks“, die Inszenierung allerdings „betulich“ bebildertes „librettotreues Volkstheater“.

## Aufnahmen
- 5. März 2019 – Jaakko Kuusisto (Dirigent), Anna Kelo (Inszenierung), Kati Lukka (Bühne), Marja Uusitalo (Kostüme), Thomas Hase (Lichtdesign und Videos), Ari Numminen (Choreografie), Orchester, Chor und Ballett der Finnischen Nationaloper Helsinki.
 Ville Rusanen (Petter Kummel), Marjukka Tepponen (Mona Kummel), Sointu Wessmann (Sanna Kummel), Markus Groth (Anton), Jussi Merikanto (Sakristan), Jenny Carlstedt (Irina Gyllen), Jenni Lättilä (Adele Bergman), Pekka Kuivalainen (Elis Bergman), Hannu Niemelä (Artur Manström), Tiina Penttinen (Lydia Manström), Matias Haakana (Verger), Tove Åman (Francine), Jyrki Korhonen (Läufer), Hannu Forsberg (Fredrik Berg), Roland Liiv (Gutachter), Andrus Mitt (Meister des Hauses der Trauer), Mari Sares (Frauenstimme), Minja Koski (Hilda), Marko Puustinen (Ostinsulaner), Petri Pussila (Westinsulaner).
 Mitschnitt der Uraufführungsproduktion.
 Videostream bei Operavision.[5]